# Sofia Henriksson (kock)
Sofia Margareta Marta Henriksson, född 1 januari 1993, är en svensk kock och kokboksförfattare. År 2020 deltog hon i matlagningsprogrammet Sveriges mästerkock på TV4 som hon slutligen vann. Hon deltog även 2020 i Decenniets mästerkock på TV4.